# Minerały maficzne
Minerały ciemne (maficzne) – minerały barwne bądź zabarwione mające wpływ na ogólną barwę danej skały. Ich zawartość czyli objętościowy (lub procentowy) udział w skale pozwala na wyznaczenie tzw. wskaźnika barwy (wskaźnika maficzności) będącego podstawą do sklasyfikowania niektórych skał magmowych jako leukokratyczne lub melanokratyczne. Leuko jeśli dana skała jest jaśniejsza od odmiany typowej, mela jeśli jest ciemniejsza. Dla przykładu granit zawierający mniej minerałów ciemnych będzie określony jako leukogranit.
Do minerałów ciemnych zalicza się głównie:
- amfibole
- pirokseny
- oliwiny
- cyrkon
- tytanit
- ilmenit
- magnetyt
- hematyt
- piryt
- chromit
- epidot
- melilit
- granaty i inne